# Confederations Cup 2021
FIFA Confederations Cup 2021 forventes at blive afholdt i juni 2021, som en optakt til VM i fodbold 2022.

## Kvalificerede hold
| Hold | Forbund  | Kvalifikation                        | Dato for kvalifikation | Deltagelse |
| ---- | -------- | ------------------------------------ | ---------------------- | ---------- |
| TBD  | AFC      | Vært                                 | TBD                    | TBD        |
| TBD  | TBD      | Vinderen af VM 2018                  | 8. juli, 2018          | TBD        |
| TBD  | AFC      | Vinder af AFC Asian Cup 2019         | TBD                    | TBD        |
| TBD  | CONCACAF | Vinder af CONCACAF Gold Cup 2019     | TBD                    | TBD        |
| TBD  | CONMEBOL | Vinder af Copa América 2019          | TBD                    | TBD        |
| TBD  | OFC      | Vinder af OFC Nations Cup 2020       | TBD                    | TBD        |
| TBD  | UEFA     | Vinder af EM 2020                    | TBD                    | TBD        |
| TBD  | CAF      | Vinder af Africa Cup of Nations 2021 | TBD                    | TBD        |

- ↑A Inkluderer ikke mulig deltagelse under FIFA Confederations Cup 2017.